# John Illsley

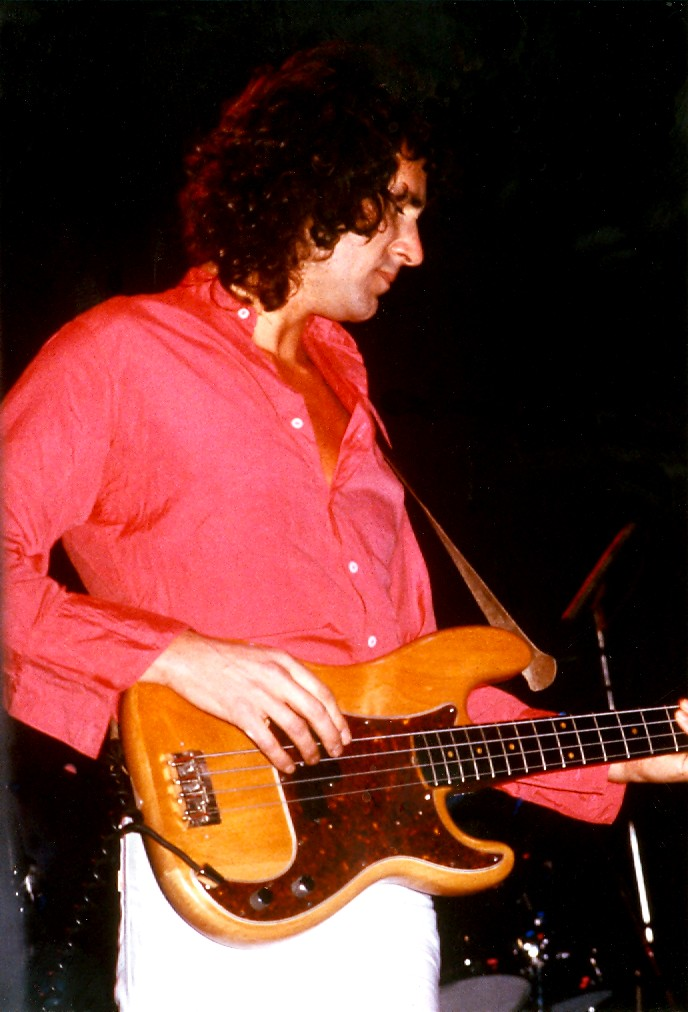
John Illsley (1979)

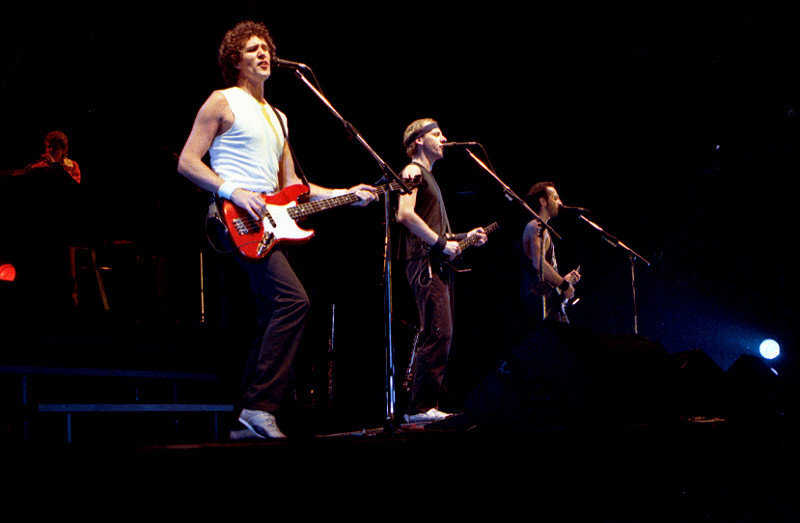
John Illsley (links) bei einem Dire-Straits-Konzert 1985

John Illsley (* 24. Juni 1949 in Leicester, England) ist ein britischer Musiker.

## Karriere
1977 gründete der Bassist Illsley zusammen mit Mark Knopfler (Gitarre), dessen Bruder David Knopfler (Gitarre) und Pick Withers am Schlagzeug die britische Band Dire Straits, in der er bis zur Auflösung in den 1990er Jahren durchgehend und neben Mark Knopfler als einziges Gründungsmitglied spielte. 
In den 1980er Jahren veröffentlichte er zwei Soloalben, Never Told a Soul (1984) und Glass (1988), bei denen ihm Mark Knopfler an der Gitarre aushalf. Im Juni 2002 veranstaltete Mark Knopfler in London vier Benefiz-Konzerte, bei denen Illsley und weitere Ex-Dire-Straits-Mitglieder (Guy Fletcher an den Keyboards, Chris White am Saxophon und Danny Cummings am Schlagzeug) erstmals seit 1992 wieder zusammen auf der Bühne standen.
Nach jahrelanger Erkrankung an chronischer Leukämie musste sich Illsley 2011 einer Stammzelltransplantation unterziehen und gilt heute als geheilt. 2015 begab er sich mit seiner Live-Band, zu der auch der Gitarrist Phil Palmer gehörte, auf Europa-Tournee.

## Diskografie

### Studioalben
- 1984: Never Told a Soul
- 1988: Glass
- 2008: Beautiful You - Greg Pearle & John Illsley
- 2010: Streets Of Heaven
- 2014: Testing The Water
- 2016: Long Shadows
- 2019: Coming Up For Air[3]
- 2022: VIII[4]

### Live-Alben
- 2007: Live in Les Baux de Provence - John Illsley with Cunla & Greg Pearle
- 2015: Live In London
- 2017: Live At The Brook - John Illsley Band (DVD)